# Liste der Kulturgüter in Monthey
Die Liste der Kulturgüter in Monthey enthält alle Objekte in der Gemeinde Monthey im Kanton Wallis, die gemäss der Haager Konvention zum Schutz von Kulturgut bei bewaffneten Konflikten, dem Bundesgesetz vom 20. Juni 2014 über den Schutz der Kulturgüter bei bewaffneten Konflikten sowie der Verordnung vom 29. Oktober 2014 über den Schutz der Kulturgüter bei bewaffneten Konflikten unter Schutz stehen.
Objekte der Kategorie A sind im Gemeindegebiet nicht ausgewiesen, Objekte der Kategorie B sind vollständig in der Liste enthalten, Objekte der Kategorie C fehlen zurzeit (Stand: 1. Januar 2023).

## Kulturgüter
| Foto |                                                                                      | Objekt                                                                                      | Kat. | Typ | Standort                                                  | Beschreibung |
| --- | ------------------------------------------------------------------------------------ | ------------------------------------------------------------------------------------------- | ---- | --- | --------------------------------------------------------- | ------------ |
| ja | Datei hochladen · Wikidata zu Ehemaliges Salzhaus, dann Zeughaus (Q29892299)         | Ehemaliges Salzhaus, späteres Zeughaus / Ancien dépôt de sel puis arsenal KGS-Nr.: 06854    | B    | G   | Rue du Bourg-aux-Favres 26 561973 / 122409                |              |
| ja | Datei hochladen · Wikidata zu Kapelle Notre-Dame von der Brücke (Q29892301)          | Kapelle Notre-Dame der Brücke / Chapelle Notre-Dame du Pont KGS-Nr.: 06855                  | B    | G   | Place de l’Hôtel de Ville 562025 / 122309                 |              |
| ja | Datei hochladen · Wikidata zu Schloss Monthey (Q29892302)                            | Schloss / Château KGS-Nr.: 06856                                                            | B    | G   | Rue du Château 7 562009 / 122450                          |              |
| ja | Datei hochladen · Wikidata zu Château-Vieux (Q29892304)                              | Ruine des mittelalterlichen Château-Vieux / Ruines du Château-Vieux médiéval KGS-Nr.: 06857 | B    | F   | Rue Reconfière 562019 / 122219                            |              |
| ja | Datei hochladen · Wikidata zu Kirche Saint-Sylvestre und Pfarrhaus (Q29892307)       | Kirche Saint-Sylvestre und Pfarrhaus / Église Saint-Sylvestre et cure KGS-Nr.: 06858        | B    | G   | Choëx, Route de l’Église 563150 / 121468                  |              |
| BW | Datei hochladen · Wikidata zu Römische Stätte von Marendeux (Q29892309)              | Römische Stätte von Marendeux / Site romain de Marendeu KGS-Nr.: 06859                      | B    | F   | Route de Marendeux 562499 / 121699                        |              |
| ja | Datei hochladen · Wikidata zu Pfarrhaus (Q29892310)                                  | Pfarrhaus / Cure KGS-Nr.: 06860                                                             | B    | G   | Rue de l’Église 3 562071 / 122533                         |              |
| ja | Datei hochladen · Wikidata zu Kirche Notre-Dame-de-l'Immaculée Conception (Q3585560) | Kirche Notre-Dame de l’Immaculée Conception KGS-Nr.: 06861                                  | B    | G   | Place de l'Eglise 1 562079 / 122493                       |              |
| ja | Datei hochladen · Wikidata zu Haus Dufay (de Kalbermatten) (Q29892314)               | Haus Dufay (de Kalbermatten) / Maison Dufay (de Kalbermatten) KGS-Nr.: 06862                | B    | G   | Avenue du Crochetan 12 562159 / 122640                    |              |
| BW | Datei hochladen · Wikidata zu Haus Delacoste (Q29892317)                             | Haus Delacoste / Maison Delacoste KGS-Nr.: 06863                                            | B    | G   | Place de Tübingen 2 562119 / 122420                       |              |
| ja | Datei hochladen · Wikidata zu Gedeckte Brücke über die Vièze (Q29892318)             | Gedeckte Brücke über die Vièze / Pont couvert sur la Vièze KGS-Nr.: 06864                   | B    | G   | Route de la Cretta 562144 / 122173                        |              |
| BW | Datei hochladen · Wikidata zu Museum Vieux-Monthey (Q27485172)                       | Musée du Vieux-Monthey KGS-Nr.: 10701                                                       | B    | S   | Rue du Château 7 562004 / 122447                          |              |
| [[Vorlage:Bilderwunsch/code!/O:Liste der Kulturgüter in Monthey!/C:46.252285,6.947685!/D:Haus Hildebrand (Nord- und Südflügel) Maison Hildebrand (ailes nord et sud)!/\|BW]] | Datei hochladen                                                                      | Maison Hildebrand (ailes nord et sud) KGS-Nr.: 17322                                        | B    | G   | Place de Tübingen 4 / Rue du Commerce 2–4 562139 / 122436 |              |
| BW | Datei hochladen                                                                      | Haus Lommel / Maison Lommel KGS-Nr.: 17323                                                  | B    | G   | Avenue du Simplon 2 562183 / 122118                       |              |
| BW | Datei hochladen                                                                      | Villa du Dr Beck KGS-Nr.: 17324                                                             | B    | G   | Rue du Pont 3 562133 / 122250                             |              |
| BW | Datei hochladen                                                                      | Chalet und Verwaltungsgebäude / Chalet et bâtiment administratif KGS-Nr.: 17325             | B    | G   | Route de Morgins 10 561874 / 122920                       |              |
| BW | Datei hochladen                                                                      | Villa Hoirie Multone KGS-Nr.: 17327                                                         | B    | G   | Avenue de la Gare 44 562584 / 122675                      |              |
| BW | Datei hochladen                                                                      | Ehemaliges Buffet AOMC / Ancien buffet AOMC KGS-Nr.: 17328                                  | B    | G   | Avenue du Crochetan 5 562155 / 122579                     |              |
| BW | Datei hochladen                                                                      | Hôtel de la Gare KGS-Nr.: 17329                                                             | B    | G   | Avenue de la Gare 60 562692 / 122771                      |              |